# Eva Darlan
Eva Darlan, nom artístic d’Eva Osty, nascuda el 3 de setembre de 1948 al 6è districte de París, és una actriu, productora i directora de cinema francesa.
Productora d'espectacles a través de la seva companyia, Évadées, també va dirigir dos curtmetratges.

## Biografia
A l'edat de 14 anys, Eva Darlan va prendre classes de teatre al cours Simon i va començar als 16 anys com a amateur. Als 18 anys, es va incorporar a l'escola Rue Blanche.
Eva Darlan fa l'examen d'assistent de vol per a Air Inter. Va estudiar teatre a l'Escola Nacional d'Arts i Tècniques Teatrals, ubicada aleshores a rue Blanche i de seguida va començar la carrera teatral.
L'any 1976, l'èxit de l'espectacle Jeanne (el primer cafè-teatre d'humor feminista que es va representar durant set anys a tot el món, del qual va ser coautora) li va obrir les portes del cinema. Va rodar Une histoire simple de Claude Sautet, pel·lícula per la qual va ser nominada a un Premi César. També va rodar amb Claude Lelouch, Jean-Luc Godard, Jean-Pierre Mocky i Yves Boisset. Durant molts anys va ser la musa de Jean-Michel Ribes, amb qui va filmar les sèries d'humor Merci Bernard i Palace  .
Alterna el cinema, el teatre i la televisió que li ofereixen papers que van des dels drames més profunds fins als personatges més extravagants, sobretot a Juste une question d'amour, Madame le Proviseur o Fais pas ci, fais pas ça. També és presentadora a France Inter del programa C'est mon homme.
El 1985, va publicar una novel·la amb Albin Michel, Journal d'une chic fille, que explica la història dels inicis amorosos de Françoise, una estudiant de secundària seriosa i sàvia en una família esbogerrada i capritxosa.
El 2009, va escriure i interpretar l'espectacle Divins Divans, sola a l'escenari que descriu una jornada de consultes amb un psicoanalista.
L'any 2013 va publicar Crue et Nue : Le manifeste de mon corps publicat per Jean-Claude Gawsewitch, un assaig sobre el seu cos per evocar el cos de dones, del qual extreu un espectacle que fa set anys, a París, a les províncies i a l'estranger.
El 2015, es va publicar Je krach ! a éditions du Moment, un testimoni de la seva pròpia experiència davant les conseqüències de les “subprimes”.
El 2016 Grâce ! publicat per éditions Plon, recorre les seves "baralles fins amb Jacqueline Sauvage. »
El 2020, va publicar la seva segona novel·lar Les Bruits du cœur, per edicions Calmann-Lévy.

### Compromisos
Feminista, Eva Darlan va ser una de les padrines de l'associació Ni Putes Ni Soumises. Després d'haver estat víctima de violència sexual i física, el 2016 va crear i presidir el comitè de suport a Jacqueline Sauvage, a qui François Hollande finalment perdonaria, i es va involucrar amb Osez le féminisme !, així com amb Nous Toutes en la lluita contra la violència masclista.
És membre del Col·lectiu 50/50 que té com a objectiu promoure la igualtat de dones i homes i la diversitat al cinema i l'audiovisual i dona suport a l'associació Le Refuge que acull joves homosexuals abandonats per les seves famílies.
En la seva joventut, inicialment entusiasmada amb la causa de la revolució iraniana que va triomfar el 1979, va assistir a reunions on va ajudar com a secretària a preparar discursos per als propers a l'aiatol·là Khomeini  (amb qui ella intenta trobar-se, en va). Va passar clandestinament documents de l'oposició islamista xiïta iraniana liderada per Khomeini, mentre vivia exiliat a Neauphle-le-Château. Ho farà durant les estades a Teheran que obté gràcies a les entrades parcialment gratuïtes reservades per al personal, documents que després lliura al lloc.
Eva Darlan també és membre del comitè d'honor de l'Associació pel dret a morir amb dignitat (ADMD).
El 22 de març de 2022, poc abans de les eleccions presidencials de 2022, va expressar el seu suport al candidat Jean-Luc Mélenchon.
L'octubre de 2022, va signar una crida per manifestar-se contra l'alt cost de la vida. Els signants afirmen que "Emmanuel Macron s'apodera de la inflació per ampliar les bretxes de riquesa, per augmentar les rendes del capital, en detriment de la resta" i demanen "una onada popular per resistir la regressió i reobrir un destí col·lectiu fet de justícia, de solidaritat i de responsabilitat ecològica".

## Filmografia

### Actriu

#### Llargmetratges
- 1976 : Le Jouet de Francis Veber : responsable de premsa
- 1976 : Pour Clémence de Charles Belmont : Sarah
- 1976 : Pauline et l'Ordinateur de Francis Fehr : Hostessa / una de lws « Jeanne »
- 1977 : Monsieur Papa de Philippe Monnier : Sylviane
- 1978 : Une histoire simple de Claude Sautet : Anna
- 1978 : Ils sont grands, ces petits de Joël Santoni : Nadine
- 1979 : Rien ne va plus de Jean-Michel Ribes : Jenny Blanka / l'animadora
- 1980 : Les Uns et les Autres de Claude Lelouch : Éva
- 1980 : Une affaire d'hommes de Nicolas Ribowski : Solange Servolle
- 1981 : Dečko koji obećava de Miloš Radivojević : Svajcarkinja
- 1982 : Traversées de Mahmoud Ben Mahmoud : Véra
- 1983 : Banzaï de Claude Zidi : Carole, la doctora
- 1985 : Parking de Jacques Demy : Dominique Daniel
- 1985 : Parole de flic de José Pinheiro : Dominique Reiner
- 1987 : Poule et Frites de Luis Rego : l'amiga de Véra
- 1987 : Soigne ta droite de Jean-Luc Godard : la passatgera
- 1987 : Les Saisons du plaisir de Jean-Pierre Mocky : Marthe Germain
- 1987 : Le bonheur se porte large d'Alex Métayer : Florence, la dona de Bruno
- 1988 : Baby Blues de Daniel Moosmann : Brigitte Uzes
- 1988 : La Petite Amie de Luc Béraud : Béatrice
- 1989 : Un été d'orages de Charlotte Brändström : Hélène
- 1990 : Le Vent de la Toussaint de Gilles Béhat : Jacqueline Peyrot
- 1990 : Aujourd'hui peut-être... de Jean-Louis Bertuccelli : Marie
- 1991 : Sushi Sushi de Laurent Perrin : Hélène
- 1992 : Un, deux, trois, soleil de Bertrand Blier : Jeanine
- 1994 : Les Patriotes d'Éric Rochant : Mme Prieur
- 1996 : Violetta la reine de la moto de Guy Jacques : Roseline
- 2000 : Scènes de crimes de Frédéric Schoendoerffer : la comissària principal
- 2002 : Femme fatale de Brian De Palma : Irma
- 2003 : Toutes les filles sont folles de Pascale Pouzadoux : la mare de Céleste i Rosalie
- 2004 : Grande École de Robert Salis : Mme Chouquet
- 2005 : El millor dia de la meva vida de Julie Lipinski : Sylvaine Després
- 2005 : Ets molt guapo d'Isabelle Mergault : Mme Marais
- 2007 : Enfin veuve d'Isabelle Mergault
- 2007 : Musée haut, musée bas de Jean-Michel Ribes
- 2011 : Beur sur la ville de Djamel Bensalah : Mme Gassier
- 2021 : Villa Caprice de Bernard Stora : Isabelle Jacquin
- 2022 : Irréductible de Jérôme Commandeur : Monique

#### Curtmrtratges
- 1987 : Horoscope favorable de Christine Ehm
- 1999 : J'ai fait des sandwiches pour la route de Stéphan Guérin-Tillié
- 2000 : Scénarios sur la drogue : Déçue d'Isabelle Doval
- 2001 : Vices & Services d'Olivier Soler
- 2003 : Je m'indiffère d'Alain Rudaz i Sébastien Spitz : la mare
- 2004 : Ciao bambino de Pascal Chauveau : la fée bleue
- 2007 : Acteur de Jocelyn Quivrin
- 2010 : Maman !, d'Hélène de Fougerolles : la farmacèutica

#### Televisió
- 1979 : Histoires insolites, episodi La Stratégie du serpent d'Yves Boisset : Pauline
- 1980 : Médecins de nuit de Peter Kassovitz, episodi : L'usine Castel (sèrie de televisió) : l'ingénieur Baumier
- 1980 : Nous ne l'avons pas assez aimée : Françoise
- 1981 : Histoire contemporaine : Mme de Gromance
- 1982 : Merci Bernard : nombrososp apers
- 1983 : Les Uns et les Autres
- 1985 : Un homme comblé (Laura)
- 1985 : Le Réveillon : Denise Masclaffier
- 1987 : La Lettre perdue de Jean-Louis Bertuccelli : Caroline
- 1988 : M'as-tu-vu ?
- 1988 : Sueurs froides, episodi Mise à l'index de Bernard Nauer
- 1988 : Palace : Thalie / Janine / Ginger / la dona del pescador
- 1991 : Screen Two (saison 7, episodi 9 : Do Not Disturb) : Francoise Gite
- 1991 : Largo desolato : Zuzana
- 1992 : Un enfant dans la tourmente : Tante Cielia
- 1992 : Dis maman, tu m'aimes ? : Hélène
- 1993 : Le Château des Oliviers : Mireille Bouvier
- 1995 : L'Amour en prime : Madame K.
- 1996 : La Dame du cirque : Jeanne
- 1997 : Parfum de famille : Jacqueline
- 1998 : Les Marmottes : Frédérique
- 1998 : Le Temps d'un éclair : Julie
- 1999 : Palazzo : Laetitia Palazzo
- 1999 : Du jour au lendemain : Marie-Josée Rodrigue, dita « Marie Jo »
- 1999 : Les Complices : Nicole Lambert
- 1999-2001 : Les Monos : Margot
- 2000 : Les Jours heureux : Françoise
- 2000 : Deux frères : Muriel
- 2000 : Charmants voisins : Catherine Berger
- 2000 : Juste une question d'amour : Emma
- 2000 : Joséphine, ange gardien, episodi Le Combat de l'ange : Armelle
- 2001 : De toute urgence : Davennes
- 2001 : Les Filles à papa : Carole Daloiseau
- 2001 : Villa mon rêve : Patricia Latour
- 2002 : Le Secret de la belle de Mai : Nicole
- 2002 : La mort est rousse : Patricia
- 2002 : Tous les chagrins se ressemblent : Béatrice
- 2002 : On n'a plus de sushis à se faire : Micheline
- 2004 : L'Un contre l'autre : Jeanne
- 2004 : Trop jeune pour moi ? : Béatrice
- 2004-2006 : Madame la Proviseure : Marie Calvet
- 2009 : La Liste : Martha Lombardi
- 2010 : Un divorce de chien de Lorraine Lévy : Louise
- 2010-2016 : Fais pas ci, fais pas ça, temporades 3, 5, 6 i 8 : Monique, la mare de Valérie
- 2011 : Camping Paradis, temporada 2, episodi 4 : Sœur Mathilde
- 2013 : Scènes de ménages : entre amics : Jacqueline, una amiga vídua de Raymond i Huguette
- 2013 : Ma vie au grand air de Nicolas Herdt : Ève Marcadier
- 2014 : Candice Renoir (1 episodi) : Francesca
- 2014 : Piège blanc d'Abel Ferry
- 2014 : Mes grands-mères et moi de Thierry Binisti : Colette
- 2015 : Joséphine, ange gardien : Belle mère, belle fille : Jacqueline Legendre
- 2015 : La Promesse du feu de Christian Faure : Nancy Le Guen
- 2018 : Scènes de ménages : Aventures sous les Tropiques
- 2018 : Meurtres à Lille de Laurence Katrian : Violaine Maurin
- 2018 : La Promesse de l'eau de Christian Faure : Nancy Le Guen
- 2020 : Faites des gosses de Philippe Lefebvre : Claudine
- 2020 : Réunions de Laurent Dussaux : Jeanne
- 2020 : Alice Nevers : Violaine Sollers (temporada 18, episodis 5-6 : Le Pacte)
- 2022 : De miel et de sang de Lou Jeunet : Géraldine
- 2023 : Meurtres sur les Îles de Lérins d'Anne Fassio : Jeanne Beaumont
- 2023 : Mère indigne d'Anne-Élisabeth Blateau i Romain Fisson Edeline : Pauline

### Directora
- 1983 : Attitudes (curtmetratge)
- 1991 : Lorsque l'enfant parfait (curtmetratge)

## Teatre
- 1968 : L'étoile devient rouge de Seán O'Casey, posada en escena de Pierre Valde
- 1969 : La Célestine de Fernando de Rojas, posada en escena de René Mairal, Comédie de Reims
- 1970 : Vive le fric !, spectacle café théâtre
- 1972 : Le Malade imaginaire de Molière, posada en escena de Jean-Louis Roux al Théâtre du Nouveau Monde a Montréal
- 1976 : Les 3 Jeanne d'Eva Darlan, Martine Boëri, Éliane Boëri i Chantal Pelletier
- 1977 : À force d'attendre l'autobús d'Eva Darlan
- 1977 : Par delà les marronniers de Jean-Michel Ribes, posada en escena de l'autor
- 1978 : Jacky Paradis de Jean-Michel Ribes, posada en escena de l'autor
- 1978 : Les Fraises musclées de Jean-Michel Ribes, posada en escena de l'autor
- 1985 : Tailleur pour dames de Georges Feydeau, posada en escena Bernard Murat, théâtre des Bouffes-Parisiens
- 1991 : Le Vieil Hiver de Roger Planchon, posada en escena de l'autor
- 1991 : Rumeurs de Neil Simon, adaptation de Jean Poiret, posada en escena Pierre Mondy, théâtre du Palais-Royal
- 1992 : Fragile Forêt de Roger Planchon, posada en escena de l'autor, TNP, théâtre national de la Colline
- 1994 : À cloche pied de Patricia Levrey
- 1995 : Par-dessus la jambe de Patricia Levrey
- 2001 : Tartuffe de Molière, posada en escena de Jean-Claude Brialy
- 2002 : L'Avare de Molière, posada en escena Daniel Benoin, 2003 : théâtre Silvia-Monfort
- 2002 : Baron de Jean-Marie Besset, posada en escena de l'autor i Gilbert Désveaux, théâtre Tristan-Bernard
- 2003 : Les Monologues du vagin d'Eve Ensler, posada en escena Isabelle Rattier, théâtre Michel
- 2004 : Faux Départ de Jean-Marie Chevret, posada en escena Thierry Harcourt, Théâtre Rive Gauche
- 2005 : Célébration d'Harold Pinter, posada en escena Roger Planchon, théâtre du Rond-Point
- 2006 : Divins Divans de Sophie Daquin i Eva Darlan, posada en escena Jean-Paul Muel, théâtre des Mathurins
- 2008 : La Cantatrice chauve d'Eugène Ionesco, posada en escena Daniel Benoin, théâtre Silvia-Monfort
- 2008 : Bains de minuit de Jack William Sloane, posada en escena Daniel Colas, théâtre des Mathurins
- 2009 : Divins Divans de Sophie Daquin et Eva Darlan, posada en escena Jean-Paul Muel, Festival d'Avignon «off »
- 2009 : Chat en poche de Georges Feydeau, posada en escena Christophe Barratier, théâtre national de Nice
- 2012 : L'École de la médisance ou Le Collège des Langues de Vipères de Richard Brinsley Sheridan, posada en escena Stéphane Boutet, gira
- 2013 : Crue et nue d'Eva Darlan, Festival d'Avignon « off »
- 2015 : Conseil de famille d'Amanda Sthers i Morgan Spillemaecker, posada en escena Éric Civanyan, théâtre de la Renaissance i gira
- 2018 : Les Grandes chaleurs de Michel Marc Bouchard, posada en escena Christian Bordeleau, gira
- 2022 : Irrésistible de et posada en escena Eva Darlan, Festival off d'Avignon - théâtre Le Petit Chien

## Publicacions
- Eva Darlan, Le journal d'une chic fille, Albin Michel, 1985, 219 p. ISBN 978-2226024862
- Eva Darlan, Crue et nue : Le manifeste de mon corps, Jean-Claude Gawsewitch Éditeur, 2013, 224 p.ISBN 978-2350134062
- Eva Darlan, Je krach !, éditions Du Moment, 2015, 194 p. ISBN 978-2354173418
- Eva Darlan, préface de Nathalie Garçon, Grâce ! Mes combats jusqu'à Jacqueline Sauvage, Plon, 2016, 204 p.ISBN 978-2259249676
- Eva Darlan, Les bruits du cœur, Calmann-Lévy, 2020, 320 p.ISBN 978-2702180747

## Distincions
- César 1979 : Nominada al César a la millor actriu secundària per Une histoire simple